# Naja Lyberth
Naja Lyberth (født 23. februar 1962 i Maniitsoq, Grønland) er en grønlandsk psykolog.
Hun er talsperson for en gruppe kvinder, der er en del spiralsagen, der har lagt sag mod den danske stat, fordi de fik lagt en spiral op mod deres vilje. Hun modtog sammen med resten af arbejdsgruppen Menneskerettighedsprisen fra Institut for Menneskerettigheder for arbejdet med at sætte fokus på dette. Hun holdt en tale til statsminister Mette Frederiksen 6. juni 2023. Hun holdt ligeledes en tale 26. februar 2024 i forbindelse med modtagelsen af Menneskerettighedsprisen.
Distriktslægen kom ind i hendes klasse for at fortælle dem, at de skulle have opsat en spiral, da hun var 14 år. De havde ikke mulighed for at nægte og hendes forældre blev ikke orienteret om indgrebet, og hun fortalte det aldrig selv til dem, ligesom der aldrig blev talt om det i hendes klasse. Da hun kom i overgangsalderen fik hun en autoimmun sygdom, som ifølge hende selv er et resultat af indgrebet. Hun begyndte først at tale om det i 2017.

## Familie og bopæl
Naja Lyberth voksede op i Maniitsoq som barn nummer 8 i familie med 10 børn. Hun er gift med advokat Gedion Jeremiassen og parret bor pr. 2023 i Nuuk.